# Az IFK Göteborg 2014-es szezonja
Az IFK Göteborg 2014-es szezon a 109. szezon a csapat történelmében, 82.szezonja az Allsvenskanon. A csapat idén az Allsvenskanon, a Svenska Cupenen és az Európa-ligán indul. A bajnokság 2014. március 31-én kezdődött, és 2014. november 2-án ér véget.

## Jelenlegi keret
| #  |         | Poszt | Név                     |
| -- | ------- | ----- | ----------------------- |
| 1  | Svéd    | K     | John Alvbåge            |
| 2  | Svéd    | V     | Emil Salomonsson        |
| 3  | Svéd    | KP    | Hampus Zackrisson       |
| 4  | Norvég  | V     | Kjetil Wæhler           |
| 5  | Svéd    | KP    | Philip Haglund          |
| 6  | Svéd    | V     | Ludwig Augustinsson     |
| 9  | Svéd    | KP    | Martin Smedberg-Dalence |
| 10 | Brazil  | KP    | Daniel Sobralense       |
| 11 | Svéd    | CS    | Robin Söder             |
| 12 | Svéd    | K     | Marcus Sandberg         |
| 13 | Svéd    | KP    | Gustav Svensson         |
| 14 | Izlandi | V     | Hjálmar Jónsson         |

| #  |            | Poszt | Név                         |
| -- | ---------- | ----- | --------------------------- |
| 15 | Svéd       | KP    | Jakob Johansson             |
| 17 | Svéd       | CS    | Sam Larsson                 |
| 18 | Svéd       | KP    | Darijan Bojanić             |
| 19 | Svéd       | CS    | Gustav Engvall              |
| 21 | Szenegál   | CS    | Malick Mané                 |
| 22 | Svéd       | V     | Adam Johansson              |
| 26 | Dél-Afrika | KP    | May Mahlangu                |
| 27 | Svéd       | KP    | Joel Allansson              |
| 29 | Dán        | KP    | Lasse Vibe                  |
| 30 | Svéd       | V     | Mattias Bjärsmyr (kapitány) |
| 31 | Svéd       | V     | Patrick Dyrestam            |

## Átigazolás

### Érkezők
| No. | Pos.        | Név                     | Kor | Honnan         | Típus     | Mikor | Szerződés lejárásának ideje |
| --- | ----------- | ----------------------- | --- | -------------- | --------- | ----- | --------------------------- |
| 9   | Középpályás | Martin Smedberg-Dalence | 29  | IFK Norrköping | leigazolt | tél   | 2017                        |
| 3   | középpályás | Srđan Grahovac          | 19  | Ifi-akadémia   |           | tél   | 2014. július                |
| 20  | védő        | Marcel Sabitzer         | 20  | Örgryte IS     | leigazolt | tél   | 2017                        |
| 19  | Csatár      | Marcel Sabitzer         | 17  | Ifi-akadémia   |           | nyár  | 2017                        |
| 8   | középpályás | Nordin Gerzić           | 30  | Örgryte IS     | leigazolt | tél   | 2017                        |

### Távozók
| No. | Pos.   | Név               | Kor | Hová            | Típus            | Mikor |
| --- | ------ | ----------------- | --- | --------------- | ---------------- | ----- |
| 13  | csatár | Sebastian Ohlsson | 20  | Örgryte IS      | lejárt szerződés | ősz   |
| 24  | védő   | Logi Valohenne    | 25  | Sogndal Fotball | Lejárt szerződés | ősz   |
| 16  | védő   | Erik Lund         | 25  | Varbergs BolS   | Lejárt szerződés | ősz   |

## Összes gól
2014. július 20. szerint:
| Mezszám | Poszt       | Név                     | Allsvenskan | Allsvenskan | Svenska Cupen | Svenska Cupen | Európa-liga | Európa-liga | Teljes   | Teljes |
| Mezszám | Poszt       | Név                     | Mérkőzés    | Gól         | Mérkőzés      | Gól           | Mérkőzés    | Gól         | Mérkőzés | Gól    |
| ------- | ----------- | ----------------------- | ----------- | ----------- | ------------- | ------------- | ----------- | ----------- | -------- | ------ |
| 1       | kapus       | John Alvbåge            | 5           | 0           | 4             | 0             | 0           | 0           | 9        | 0      |
| 2       | védő        | Emil Salomonsson        | 8           | 1           | 2             | 0             | 1           | 0           | 11       | 1      |
| 3       | középpályás | Hampus Zackrisson       | 1           | 0           | 0             | 0             | 0           | 0           | 1        | 0      |
| 4       | védő        | Kjetil Wæhler           | 9           | 0           | 3             | 2             | 1           | 0           | 13       | 2      |
| 5       | középpályás | Philip Haglund          | 7           | 0           | 3             | 1             | 0           | 0           | 10       | 1      |
| 6       | védő        | Ludwig Augustinsson     | 13          | 0           | 4             | 0             | 0           | 0           | 17       | 0      |
| 8       | középpályás | Nordin Gerzić           | 0           | 0           | 2             | 0             | 0           | 0           | 2        | 0      |
| 9       | középpályás | Martin Smedberg-Dalence | 9           | 1           | 4             | 0             | 0           | 0           | 13       | 1      |
| 10      | középpályás | Daniel Sobralense       | 3           | 0           | 1             | 1             | 0           | 0           | 4        | 1      |
| 11      | csatár      | Robin Söder             | 13          | 2           | 4             | 6             | 1           | 0           | 18       | 8      |
| 12      | kapus       | Marcus Sandberg         | 8           | 0           | 0             | 0             | 1           | 0           | 9        | 0      |
| 13      | középpályás | Gustav Svensson         | 10          | 0           | 0             | 0             | 1           | 0           | 11       | 0      |
| 14      | védő        | Hjálmar Jónsson         | 4           | 0           | 2             | 0             | 1           | 0           | 7        | 0      |
| 15      | középpályás | Jakob Johansson         | 12          | 4           | 4             | 0             | 1           | 1           | 17       | 4      |
| 17      | csatár      | Sam Larsson             | 13          | 2           | 4             | 1             | 1           | 0           | 18       | 3      |
| 18      | Középpályás | Darijan Bojanić         | 3           | 1           | 3             | 1             | 0           | 0           | 6        | 2      |
| 19      | csatár      | Gustav Engvall          | 3           | 0           | 1             | 0             | 0           | 0           | 4        | 0      |
| 21      | csatár      | Malick Mané             | 10          | 1           | 1             | 0             | 1           | 0           | 12       | 1      |
| 22      | védő        | Adam Johansson          | 11          | 0           | 2             | 0             | 1           | 0           | 14       | 0      |
| 26      | Középpályás | May Mahlangu            | 7           | 2           | 0             | 0             | 1           | 1           | 8        | 2      |
| 27      | Középpályás | Joel Allansson          | 8           | 0           | 0             | 0             | 1           | 0           | 9        | 0      |
| 29      | Középpályás | Lasse Vibe              | 9           | 7           | 4             | 4             | 1           | 1           | 14       | 11     |
| 30      | Védő        | Mattias Bjärsmyr        | 13          | 0           | 4             | 0             | 1           | 0           | 18       | 0      |
| 31      | Védő        | Patrick Dyrestam        | 0           | 0           | 0             | 0             | 0           | 0           | 0        | 0      |
| 32      | középpályás | Steffen Hofmann         | 1           | 1           | 0             | 0             | 0           | 0           | 1        | 1      |

## Mérkőzések

### Bajnokság
| 2014. március 31. 19:05 1. forduló |

| AIK | 0 - 2               | IFK Göteborg                   |
| --- | ------------------- | ------------------------------ |
|     | (0 - 1) Jegyzőkönyv | Lasse Vibe 14' Malick Mané 85' |

| Friends Aréna, Solna Nézőszám: 30,650 Játékvezető: Stefan Johannessen (svéd) |

| 2014. április 7. 19:05 2. forduló |

| IFK Göteborg | 0 – 3               | Malmö FF                              |
| ------------ | ------------------- | ------------------------------------- |
|              | (0 - 2) Jegyzőkönyv | Guillermo Molins 14,28' Rosenborg 85' |

| Gamla Ullevi Stadion, Göteborg Nézőszám: 17,073 Játékvezető: Michael Lerjéus (svéd) |

| 2014. április 14. 19:00 3. forduló |

| IF Brommapojkarna     | 1 - 1               | IFK Göteborg |
| --------------------- | ------------------- | ------------ |
| Pontus Segerström 78' | (0 - 1) Jegyzőkönyv | Shölder 13'  |

| Grimsta IP, Stockholm Nézőszám: 2,065 Játékvezető: Mohammed Al-Hakim |

| 2014. április 17. 19:00 4. forduló |

| IFK Göteborg                                   | 5 - 0               | Åtvidabergs FF |
| ---------------------------------------------- | ------------------- | -------------- |
| Lasse Vibe 22,66,85' Larsson 79' Bojanić 90+1' | (1 - 0) Jegyzőkönyv |                |

| Gamla Ullevi, Göteborg Nézőszám: 8,282 Játékvezető: Bojan Pandžić (svéd) |

| 2014. április 20. 15:00 5. forduló |

| Kalmar FF    | 1 - 1               | IFK Göteborg |
| ------------ | ------------------- | ------------ |
| Hallberg 54' | (0 - 0) Jegyzőkönyv | Dalence 60'  |

| Guldfågeln Arena, Kalmar Nézőszám: 9,485 Játékvezető: Andreas Ekberg (svéd) |

| 2014. április 25. 19:00 6. forduló |

| IFK Göteborg       | 1 - 0               | Falkenbergs FF |
| ------------------ | ------------------- | -------------- |
| Larsson 84' (bün.) | (0 - 0) Jegyzőkönyv |                |

| Gamla Ullevi, Göteborg Nézőszám: 11,400 Játékvezető: Glenn Nyberg (svéd) |

| 2014. május 4. 15:00 7. forduló |

| IFK Göteborg | 0 - 0               | IF Elfsborg |
| ------------ | ------------------- | ----------- |
|              | (0 - 0) Jegyzőkönyv |             |

| Gamla Ullevi, Göteborg Nézőszám: 14,833 Játékvezető: Jonas Eriksson (svéd) |

| 2014. május 8. 19:00 8. forduló |

| Gefle IF     | 1 - 1               | IFK Göteborg  |
| ------------ | ------------------- | ------------- |
| Lundevall 1' | (1 - 0) Jegyzőkönyv | Johansson 61' |

| Strömvallen, Gävle Nézőszám: 3,091 Játékvezető: Mohammed Al-Hakim (svéd) |

| 2014. május 11. 17:30 9. forduló |

| IFK Göteborg                  | 2 - 1               | Örebro SK |
| ----------------------------- | ------------------- | --------- |
| May Mahlangu 8' Johansson 79' | (1 - 1) Jegyzőkönyv | Mobeg 61' |

| Gamla Ullevi, Göteborg Nézőszám: 7,537 Játékvezető: Martin Hansson (svéd) |

| 2014. május 21. 19:05 10. forduló |

| Djurgårdens IF | 0 - 0               | IFK Göteborg |
| -------------- | ------------------- | ------------ |
|                | (0 - 0) Jegyzőkönyv |              |

| Tele2 Arena, Stockholm Nézőszám: 18,0441 Játékvezető: Jonas Eriksson (svéd) |

| 2014. május 25. 17:30 11. forduló |

| IFK Göteborg           | 2 - 2               | IFK Norrköping                |
| ---------------------- | ------------------- | ----------------------------- |
| Vibe 16' Johansson 31' | (2 - 1) Jegyzőkönyv | Meneses 41' Alhaji Kamara 52' |

| Gamla Ullevi, Göteborg Nézőszám: 9,119 Játékvezető: Markus Strömbergsson (svéd) |

| 2014. június 2. 19:05 12. forduló |

| BK Häcken     | 1 - 1               | IFK Göteborg           |
| ------------- | ------------------- | ---------------------- |
| Gustafson 47' | (0 - 1) Jegyzőkönyv | Leonard Zuta 16' (ö.g) |

| Gamla Ullevi, Göteborg Nézőszám: 10,579 Játékvezető: Andreas Ekberg (svéd) |

| 2014. július 6. 17:30 13. forduló |

| IFK Göteborg                                                                          | 6 - 2               | Helsingborgs IF            |
| ------------------------------------------------------------------------------------- | ------------------- | -------------------------- |
| Lasse Vibe 16,28' Jakob Johansson 22' Salomonsson 33' Söder 58' Mahlangu 90+4' (bün.) | (4 - 1) Jegyzőkönyv | Lindström 13' Nordmark 76' |

| Gamla Ullevi, Göteborg Nézőszám: 10,202 Játékvezető: Stefan Johannesson (svéd) |

| 2014. július 13. 17:30 14. forduló |

| Halmstads BK                               | 2 - 2               | IFK Göteborg                       |
| ------------------------------------------ | ------------------- | ---------------------------------- |
| Boman 48' Rojas 55' Guðjón Baldvinsson 56' | (0 - 0) Jegyzőkönyv | Augustinsson 50' Lasse Vibe 73,83' |

| Örjans Vall, Halmstad Nézőszám: 4,723 Játékvezető: Glenn Nyberg (svéd) |

| 2014. július 20. 15:00 15. forduló |

| IFK Göteborg       | 3 - 1               | Mjällby AIF                     |
| ------------------ | ------------------- | ------------------------------- |
| Vibe 45+2' 51' 61' | (1 - 0) Jegyzőkönyv | Ostlin 45+1' Haynes 50' (bünt.) |

| Gamla Ullevi, Göteborg Nézőszám: 7,298 Játékvezető: Strömbergsson (svéd) |

| 2014. július 27. 15:00 16. forduló |

| Mjällby AIF                               | 3 - 0               | IFK Göteborg       |
| ----------------------------------------- | ------------------- | ------------------ |
| Sudic 45' Strömberg 52' Blomqvist 58' 65' | (1 - 0) Jegyzőkönyv | Sandberg 12' (ö.g) |

| Strandvallen, Hällevik Nézőszám: 5,906 Játékvezető: Johann Hamlin (svéd) |

| 2014. augusztus 4. 19:05 17. forduló |

| IFK Göteborg         | 0 - 2               | AIK                                                  |
| -------------------- | ------------------- | ---------------------------------------------------- |
| Johansson 48' Wæhler | (0 - 1) Jegyzőkönyv | Igboananike 34' Väisänen 52' Bahoui 60' Karlsson 89' |

| Gamla Ullevi, Göteborg Nézőszám: 14,547 Játékvezető: Martin Hansson (svéd) |

| 2014. augusztus 10. 17:30 18. forduló |

| Malmö FF                                           | 2 - 2               | IFK Göteborg                   |
| -------------------------------------------------- | ------------------- | ------------------------------ |
| Kroon 12' Rosenberg 27' Forsberg 63' 83' Olsen 88' | (1 - 0) Jegyzőkönyv | Söder 54' Vibe 70' Engvall 85' |

| Swedbank Stadion, Malmö Nézőszám: 18,838 Játékvezető: Markus Strömbergsson (svéd) |

| 2014. augusztus 13. 19:00 19. forduló |

| Åtvidabergs FF                                 | 1 - 1               | IFK Göteborg |
| ---------------------------------------------- | ------------------- | ------------ |
| Olesen 36' Ricardo Santos 39' Hallingström 46' | (1 - 0) Jegyzőkönyv | Engvall 59'  |

| Kopparvallen, Åtvidaberg Nézőszám: 4,498 Játékvezető: Johan Hamlin (svéd) |

| 2014. augusztus 17. 17:30 20. forduló |

| IFK Göteborg                   | 3 - 0               | IF Brommapojkarna |
| ------------------------------ | ------------------- | ----------------- |
| Engvall 4' Vibe 49' Zohorè 85' | (1 - 0) Jegyzőkönyv |                   |

| Gamla Ullevi, Göteborg Nézőszám: 6,382 Játékvezető: Martin Strömbergsson (svéd) |

| 2014. július 24. 15:00 21. forduló |

| Falkenbergs FF        | 1 - 2               | IFK Göteborg                                 |
| --------------------- | ------------------- | -------------------------------------------- |
| Wede 77' Svensson 88' | (0 - 1) Jegyzőkönyv | Vibe 29' Rieks 35' Mahlangu 69' Bjärsmyr 79' |

| Falkenbergs IP, Falkenberg Nézőszám: 4,218 Játékvezető: Kristoffer Karlsson (svéd) |

| 2014. augusztus 31. 15:00 22. forduló |

| IFK Göteborg             | 2 - 0               | Kalmar FF             |
| ------------------------ | ------------------- | --------------------- |
| Engvall 15' Mahlangu 61' | (1 - 0) Jegyzőkönyv | Romarinho 19' Nilsson |

| Gamla Ullevi, Göteborg Nézőszám: 9,102 Játékvezető: Micheal Lerjeus (svéd) |

| 2014. szeptember 14. 17:30 23. forduló |

| IF Elfsborg           | 0 - 0               | IFK Göteborg                |
| --------------------- | ------------------- | --------------------------- |
| Beckmann 32' Lans 48' | (0 - 0) Jegyzőkönyv | Martin Smedberg-Dalence 21' |

| Borås Aréna, Borås Nézőszám: 12,657 Játékvezető: Stefan Johannesson (svéd) |

| 2014. szeptember 19. 19:00 24. forduló |

| IFK Göteborg | -   | Gefle IF |
| ------------ | --- | -------- |
|              | (-) |          |

| Gamla Ullevi, Göteborg |

| 2014. szeptember 24. 19:00 25. forduló |

| Örebro SK | -   | IFK Göteborg |
| --------- | --- | ------------ |
|           | (-) |              |

| Gamla Ullevi, Göteborg |

| 2014. szeptember 29. 19:05 26. forduló |

| IFK Göteborg | -   | Djurgårdens IF |
| ------------ | --- | -------------- |
|              | (-) |                |

| Gamla Ullevi, Göteborg |

| 2014. október 5. 15:00 27. forduló |

| IFK Norrköping | -   | IFK Göteborg |
| -------------- | --- | ------------ |
|                | (-) |              |

| Idrottsparken, Norrköping |

| 2014. október 19. 17:30 28. forduló |

| IFK Göteborg | -   | BK Häcken |
| ------------ | --- | --------- |
|              | (-) |           |

| Gamla Ullevi, Göteborg |

| 2014. október 26. 15:00 29. forduló |

| Helsingborgs IF | -   | IFK Göteborg |
| --------------- | --- | ------------ |
|                 | (-) |              |

| Olympiastadion, Helsingborg |

| 2014. november 2. 15:00 30. forduló |

| IFK Göteborg | -   | Halmstads BK |
| ------------ | --- | ------------ |
|              | (-) |              |

| Gamla Ullevi, Göteborg |

### Svenska Cupen

#### Selejtezők

##### 2. selejtezőkör

###### Eredmény
| 2014. augusztus 20. 19:00 |

| Assyriska Turabdin IK (V.)   | 0 - 5               | IFK Göteborg                                                    |
| ---------------------------- | ------------------- | --------------------------------------------------------------- |
| Shabanaj 61' Denka-Nisan 87' | (0 - 2) Jegyzőkönyv | Johansson 17' Allansson 40' Zohorè 51' Calvo 60' 90+3' Bohm 74' |

| Vapenvallen, Huskvarna Nézőszám: 2,400 Játékvezető: Mikeal Eriksson (svéd) |

#### Csoportkör
2014. december 1-jén sorsolják ki a csoport ellenfeleket.

### Európa-liga

#### Selejtezők

##### 1. kör

###### 1. mérkőzés
| 2014. július 3. 19:00 |

| IFK Göteborg | 0–0         | Fola Esch |
| ------------ | ----------- | --------- |
|              | Jegyzőkönyv |           |

| Gamla Ullevi, Göteborg Játékvezető: Nikola Dabanović (montenegrói) |

###### 2. mérkőzés
| 2014. július 10. 19:00 |

| Fola Esch | 0–2               | IFK Göteborg          |
| --------- | ----------------- | --------------------- |
|           | (0–0) Jegyzőkönyv | Vibe 76' Mahlangu 81' |

| Stade Josy Barthel, Luxembourg Játékvezető: Jakob Kehlet (dán) |

Továbbjutott az IFK Göteborg 2-0-s összesítéssel

##### 2. kör

###### 1. mérkőzés
| 2014. július 17. 20:00 |

| Győri ETO                | 0–3               | IFK Göteborg                                                         |
| ------------------------ | ----------------- | -------------------------------------------------------------------- |
| Trajković 69' Pátkai 77' | (0–1) Jegyzőkönyv | Vibe 8' L.Augustinsson 35' J. Johansson 56' Dalence 61' Mahlangu 83' |

| ETO Park, Győr Játékvezető: Anatoliy Abdula (ukrán) |

###### 2. mérkőzés
| 2014. július 24. 19:00 |

| IFK Göteborg | 0 - 1               | Győri ETO                         |
| ------------ | ------------------- | --------------------------------- |
|              | (0 - 0) Jegyzőkönyv | Rudolf Gergely Nemanja Andrić 68' |

| Gamla Ullevi, Göteborg Nézőszám: 18,000 Játékvezető: Bartosz Frankowski (lengyel) |

- Továbbjutott az IFK Göteborg 3-1-es összesítéssel.

##### 3. kör

###### 1. mérkőzés
| 2014. július 31. 19:00 |

| IFK Göteborg | 0 - 1               | Rio Ave FC                       |
| ------------ | ------------------- | -------------------------------- |
|              | (0 - 1) Jegyzőkönyv | Hassan 22' Pinto 66' Lopes 90+3' |

| Gamla Ullevi, Göteborg Játékvezető: Fernando Teixeira (spanyol) |

###### 2. mérkőzés
| 2014. augusztus 7. 21:00 |

| Rio Ave | 0–0         | IFK Göteborg |
| ------- | ----------- | ------------ |
|         | Jegyzőkönyv |              |

| Estádio do Rio Ave, Vila do Conde Játékvezető: Paolo Valeri (olasz) |

- Továbbjutott a portugál Rio Ave FC, 1-0-s összesítéssel.

## Tabella

### Kiírások
| Kiírás        | Statisztikák | Statisztikák | Statisztikák | Statisztikák | Statisztikák | Statisztikák | Jelenlegi forduló | Végső forduló/ helyezés | Mérkőzések dátumai | Mérkőzések dátumai |
| Kiírás        | M            | GY           | D            | V            | LG–KG        | GK           | Jelenlegi forduló | Végső forduló/ helyezés | Első               | Utolsó             |
| ------------- | ------------ | ------------ | ------------ | ------------ | ------------ | ------------ | ----------------- | ----------------------- | ------------------ | ------------------ |
| Allsvenskan   | 23           | 9            | 11           | 3            | 37-12        | 15           | 22                | 4.                      | 2014. március 31.  | 2014. november 2.  |
| Svenska Cupen | 1            | 1            | 0            | 0            | 5 – 0        | 5            | Csoportkör        |                         | 2014. december 1.  |                    |
| Európa-liga   | 6            | 2            | 2            | 2            | 5–2          | 3            | 3.kör             |                         | 2014. július 17.   | 2014. július 24.   |

### A bajnokság állása
| #   | Csapat            | M  | GY | D  | V  | G+ – G– | GK  | P  | Megjegyzések                                   |
| --- | ----------------- | -- | -- | -- | -- | ------- | --- | -- | ---------------------------------------------- |
| 1.  | Malmö FF          | 23 | 14 | 7  | 2  | 46–23   | +23 | 49 | 2015–2016-os Bajnokok Ligája – 2. selejtezőkör |
| 2.  | AIK               | 22 | 13 | 5  | 4  | 46–31   | +15 | 44 | 2015–2016-os Európa-liga – 1. selejtezőkör     |
| 3.  | IF Elfsborg       | 23 | 12 | 6  | 5  | 35–23   | +12 | 42 | 2015–2016-os Európa-liga – 1. selejtezőkör     |
| 4.  | IFK Göteborg      | 23 | 9  | 11 | 3  | 37–24   | +13 | 38 |                                                |
| 5.  | BK Häcken         | 23 | 10 | 7  | 6  | 42–29   | +13 | 37 |                                                |
| 6.  | Kalmar FF         | 22 | 9  | 7  | 6  | 29–28   | +1  | 34 |                                                |
| 7.  | Djurgårdens IF    | 23 | 8  | 9  | 6  | 38–25   | +13 | 33 |                                                |
| 8.  | Atvidaberg FF     | 23 | 8  | 6  | 9  | 26–35   | −9  | 30 |                                                |
| 9.  | Örebro SK         | 22 | 7  | 7  | 8  | 31–33   | −2  | 28 |                                                |
| 10. | Halmstads BK      | 23 | 7  | 6  | 10 | 31–40   | −9  | 27 |                                                |
| 11. | Helsingborgs IF   | 22 | 6  | 8  | 8  | 27–32   | −5  | 26 |                                                |
| 12. | Gefle IF          | 23 | 6  | 8  | 9  | 27–28   | −1  | 26 |                                                |
| 13. | Falkenbergs FF    | 23 | 6  | 5  | 12 | 27–32   | −5  | 23 |                                                |
| 14. | Mjallby AIF       | 23 | 6  | 4  | 13 | 24–37   | −13 | 22 | Osztályozó                                     |
| 15. | IFK Norrköping    | 22 | 5  | 6  | 11 | 24–41   | −17 | 21 | másodosztály                                   |
| 16. | IF Brommapojkarna | 22 | 1  | 6  | 15 | 24–48   | −24 | 9  | másodosztály                                   |

Utolsó frissítés: 2014. szeptember 14. 
Forrás: http://www.focikatalogus.hu/sved-bajnoksag 
A rangsorolás alapszabályai: 1. összpontszám, 2. győzelmek száma, 3. gólkülönbség, 4. szerzett gólok száma, 5. egymás elleni eredmények összpontszáma,  6. egymás elleni eredmények gólkülönbsége, 7. egymás elleni eredmények szerzett góljainak száma, 8. egymás elleni eredmények idegenben szerzett góljainak száma.
(B): Bajnokcsapat, (K): Kieső csapat, (F): Feljutó csapat, (I): Kupainduló, (R): A rájátszás győztese, (KGY): Kupagyőztes